# Pogo (tánc)

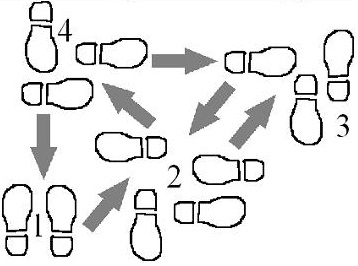
A pogo tánc lépései

A pogo vagy „pogózás” egy tánc, melyet általában punk, metál vagy Trap  zenére táncolnak. Manapság már a rock koncerteken is egyre többször fordul elő. A táncoló fel-le ugrál, helyét mozgatja erre-arra, különböző karmozdulatokat végez, és más táncolók felé csapkod, velük szándékosan ütközik. Gyökere a 70-es évek brit punkmozgalmába vezet, neve egy német cégnek köszönhető.

## Története
A pogo 1976 körül alakult ki, eredetileg a punkmozgalom anti-diszkó táncaként, melynek lényege az unalmas és monoton diszkó ellen való lázadás volt. Abban az időben a punkot sokkal gyorsabban és szinte kizárólag élőben játszották, a pogózás a zenekar előtt a nézők között vagy a színpadon zajlott. Legelőször csak szabálytalan fel-le ugrálás volt (up-and-down stílus), a punk egyre agresszívabb alfajainak kialakulásával azonban a tánc is egyre hevesebb lett. A pogóból fejlődött ki a stagediving, valamint a crowd surfing is.
Glen Matlock (Sex Pistols) szerint a pogót a Sex Pistols későbbi basszusgitárosa, Sid Vicious találta ki. A történetet Vicious a „The Filth and the Fury” c. Sex Pistols-ról szóló dokumentumfilmben is megemlíti. Mattlock „I was a teenage Sex Pistol” c. könyvében leírja, hogy Vicious még a Sex Pistols-ba való belépés előtt a londoni punk egyik meghatározó figurája volt. Vicious a koncerteken rendszeresen fel-le ugrált, hogy a tömegből jobban lássa a színpadot. Egy alkalommal droghatás alatt az ugrálás hevesebbre sikerült és más nézőket is magával ragadott. Jelenlévő újságírók nevezték el az új és hirtelen népszerű táncot pogónak, mert a fel-le ugráló alakok úgy tűntek, mintha pogo stick-en (pogo rugós boton) ugrálnának. A „pogo rugós bot” egy népszerű gyerekjáték: a botra felállva, annak felső végébe kapaszkodva kell a bot aljára erősített rugón ugrálni (lásd itt: ). A játék, és így a tánc neve is a német Pohlmann und Goppel gyártócég nevéből ered.

## Stílus
A pogózásnak számos variációja van, a következő alapfajtákat lehet a leggyakrabban megfigyelni:
- a táncoló vagy fel-le ugrál, vagy egy irányban, vagy az ugrálás közben kis helyen mozog,
- a kezekkel a táncoló ide-oda, esetleg a másik táncolók irányába csapdos, üt,
- a lábak vagy szorosan egymás mellett vannak ugrálás közben vagy a táncoló rúgó mozdulatot tesz velük,
- a táncolók gyakran ütköznek, lökdösik egymást.

A pogózás módja nagyban függ zenei irányzattól. Például a hardcore műfaj kedvelőinél gyakoribb a malomkerékszerű csapdosás. A „Wall of death” táncnál a tömeg két részre válik, és egymásnak rohan. Ez általában durva tömeges pogózással végződik (lásd: Wall of death).
Amit mi általában pogózásnak nevezünk, azt az angol nyelvterületen mosh-olásnak (moshing) hívják. Ők csak a szimpla egymásnak ugrálást nevezik pogónak.
Létezik még a circle pit („körbe futkorászás”), illetve a HP Dance („hard pogo-tánc”). Ez a pogózásnak egy olyan változata amikor acélbetétes lábbelivel rugdosó mozdulatokat tesznek, és egymást direkt lábon, illetve társaságtól függően, hasi tájékon rúgják. Az ilyen események általában úgy végződnek, hogy a „táncosok” kb. 30%-át mentősök látják el.
(lásd: Circle Pit).

## Szabályok
Az alkalmankénti ütközések és a tánc első látásra szabálytalan volta miatt külső szemlélőnek úgy tűnhet, hogy a táncolók egymást lökdösik, illetve verekednek, de ez nem így van. A pogózás célja a zenére való közös ugrálás, tánc öröme, és nem a lökdösődés. Esetleges sérülések történhetnek, de ritkák. A pogo durvább fajtái is előfordulhatnak (például pig-pogo, slamdance), ahol a táncolók többet ütköznek, de szándékos ütések és rúgások itt is tabunak számítanak, és a komoly sérülések itt is ritkák.
A pogo íratlan szabályai szerint a gyengébbekre tekintettel kell lenni, azokat a pogózókat, akik elestek, fel kell segíteni. Nagyobb koncerteken megfigyelhető, hogy baleset során azonnal védelmi kör alakul ki a földön fekvő körül, és az elesettet felsegítik. Az arc vagy más érzékenyebb testrészek véletlen megütése után a két fél rövid szemkontaktussal vagy hasonló gesztussal jelzi, hogy „minden rendben”. Ezeknek a gesztusoknak az elmaradása gyakran durvább pogózásra való kihívást jelent. Egyes hardcore punk vagy thrash metal koncerteken a pogózás brutálisabb fajtái fejlődhetnek ki (például violent dancing), ahol a sérülések értelemszerűen gyakoribbak.